# De Krakeling (Zeist)
De Krakeling is een natuurgebied aan de oostkant van Zeist, ten noorden van de N224 richting Woudenberg. De
Krakeling ligt vlak bij de Kozakkenput, de Witte Hull en het Zeisterbos. De Krakeling bestaat naast jong, gemengd bos voor een groot deel uit heide. Op deze heide komen plantensoorten voor als bochtige smele, heidelucifers, bosaardbei en kruip- en stekelbrem. Maar ook leven er boomleeuweriken, heideblauwtjes en reptielen zoals hazelwormen en zandhagedissen.

## Geschiedenis
Tot 1813 werd het gebied met de Kozakkenputen Witte Hull de Heidelanden bij Zeist genoemd. De oude Woudenbergse Zandweg tussen Kozakkenput en De Krakeling is de oude middeleeuwse weg naar Utrecht. Deze weg naar Woudenberg stond bekend onder de naam Woudtweg. Op de kruising van deze oude Woudtweg en de weg van Zeist naar Amersfoort liet generaal Marmont een boerderij met bakkerij en slagerij bouwen voor zijn manschappen. Deze boerderij met de naam De Krakeling werd nadien ook als uitspanning gebruikt.
In het verleden werd het gebied de Krakeling gebruikt als bouwland en was omringd door bos. Het bos ligt grotendeels op het terrein van een voormalige zandafgraving. Dit gebruikte zand werd hoofdzakelijk gebruikt voor ophoging van de wijk Kanaleneiland in de stad Utrecht. Na de beëindiging van de zandwinning werd ongeveer een halve meter grond opgebracht vanuit stedelijk gebied. Aan de noordkant van de put ligt een kleine poel.
Sinds 1997 wordt de heide begraasd door Drentse heideschapen. In 2008 werden twee afzonderlijk heideveldjes van De Krakeling aan elkaar verbonden tot een heideveld van 11,3 hectare.
Amerongse Bos
· Amerongse Bovenpolder
· Landgoed Beerschoten
· Beukenburg
· Biltse Duinen
· Birkhoven
· Blauwe Kamer
· Blikkenburg
· Bloeidaal
· Bornia
· Bosch en Duin
· Breeveen
· Broekerbos
· Buitenplaatsen Driebergseweg
· Dartheide
· Elster Buitenwaarden
· Grebbeberg
· Heidestein
· Hoge Ginkel
· Hooge Kampse Plas
· Hoog Moersbergen
· Houdringe
· Juliusput
· Kasteelbos Renswoude
· De Kievit
· Kooilust
· Kozakkenput
· De Krakeling
· Laarsenberg
· De Leyen
· Lockhorsterbos
· Lunenburgerwaard
· Maartensdijkse Bos
· Middelwaard
· Moersbergen
· Niënhof
· Noordhout
· Okkersbos
· Oostbroek
· Over-Holland
· Palmerswaard
· De Paltz
· Panbos
· Plantage Willem III
· Pleinesbos
· De Pol
· Ridderoordse Bos
· Sandenburg
· Sandwijck
· De Schammer
· Stameren
· Landgoed Stoutenburg
· Viaanse Bos
· Viaanse polders en uiterwaarden
· Vikinghof
· Park Vliegbasis Soesterberg
· Vijverbos
· Vijverhof
· Voordorpse polder
· Willem Arntszbos
· Witte Hull
· De Woerd
· Wulperhorst
· Zeisterbos